# Johannes Lid
Johannes Lid, född 11 januari 1886 i Voss, död 29 september 1971, var en norsk botaniker. Han är mest känd för att ha skapat Norsk flora, som senare utvidgades till Norsk og svensk flora år 1963, och slutligen till Norsk, svensk, finsk flora. Den utvidgade floran blev på sin tid ett standardverk som enbandsflora även för Sveriges växter. För att hjälpa svenskspråkiga att använda floran utgav Stig Hellerström en lista med svenska översättningar av nynorska ord i floran.